# Щелочков, Александр Анатольевич
Алекса́ндр Анато́льевич Щелочко́в (15 марта 1948 — 20 ноября 1990) — советский футболист, футбольный тренер.

## Карьера
Щелочков окончил футбольную школу «Пахтакор». В 1966 году стал лучшим игроком турнира групп подготовки команд Высшей лиги и победителем Кубка «Юность» в составе сборной Узбекской ССР. В этом же году был приглашён в экспериментальную молодёжную сборную команду СССР. В 1968 году был признан лучшим игроком турнира УЕФА в Сан-Ремо, где выступал в составе сборной Советского Союза.
Отличался хорошими физическими данными, дриблингом и поставленным ударом. Выступал за «Пахтакор», клуб «Селенга» из Улан-Удэ. В 1969 провёл один матч в Высшей лиге СССР за московский «Локомотив», затем последовал сезон в узбекском «Политотделе», выступавшем тогда во Второй лиге. В 1971 году провёл 2 матча в Первой лиге СССР за куйбышевские «Крылья Советов».
В 1973 году после завершения игровой карьеры стал тренером. Тренировал узбекский клуб «Хисар», сборную Узбекистана на Спартакиаде Народов СССР.
В Ташкенте регулярно проходят турниры памяти Александра Щелочкова.